# Real brasileño
El real (símbolo: R$; ISO 4217: BRL) ha sido la moneda de curso legal de Brasil desde 1994, cuando reemplazó al cruzeiro real. Fuera de Brasil es conocido comúnmente como real brasileño. A partir de 2020, es la vigésima moneda más negociada en el mundo, la cuarta en el continente americano detrás del dólar estadounidense, el dólar canadiense y el peso mexicano; la segunda en América Latina y la más cotizada en Sudamérica.

## Historia
El real era utilizado como unidad monetaria de cuenta antes del cruzeiro, hasta 1942. Como solo se usaba el apócope del plural, todos lo conocían como réis 'real', plural reais en portugués, en consecuencia, réis. Después de sucesivos cambios monetarios (réis, cruzeiro, cruzeiro novo, cruzeiro, cruzado, cruzado novo, nuevamente cruzeiro y cruzeiro real), Brasil adoptó nuevamente el real en 1994, como parte de un proceso de reformas macroeconómicas e institucionales denominado Plan Real.
El éxito de las medidas aplicadas permitió derrumbar la inflación, por lo que el real se constituyó en una moneda estable para el país. El Plan Real fue implementado en el mandato del presidente Itamar Franco (1992-1994), que asumió tras la destitución de Fernando Collor de Mello (1990-1992). El ministro de Hacienda al momento de elaborar el plan era Fernando Henrique Cardoso.
El 1 de julio de 1994, se estableció una paridad de 2750 cruzeiros reais por cada real. El Banco Central de Brasil recibió e incineró 34 000 millones de cruzeiros reais. Encomendó 1500 millones de cédulas de real que valían 27 000 millones de dólares (un 90 % fabricadas en la Casa de la Moneda, en Río de Janeiro y un 10 % impresas en cuatro países). Fueron además distribuidos 900 millones de monedas, que pesaban un total de 2000 toneladas. El cambio le costó al gobierno 10 millones de dólares.

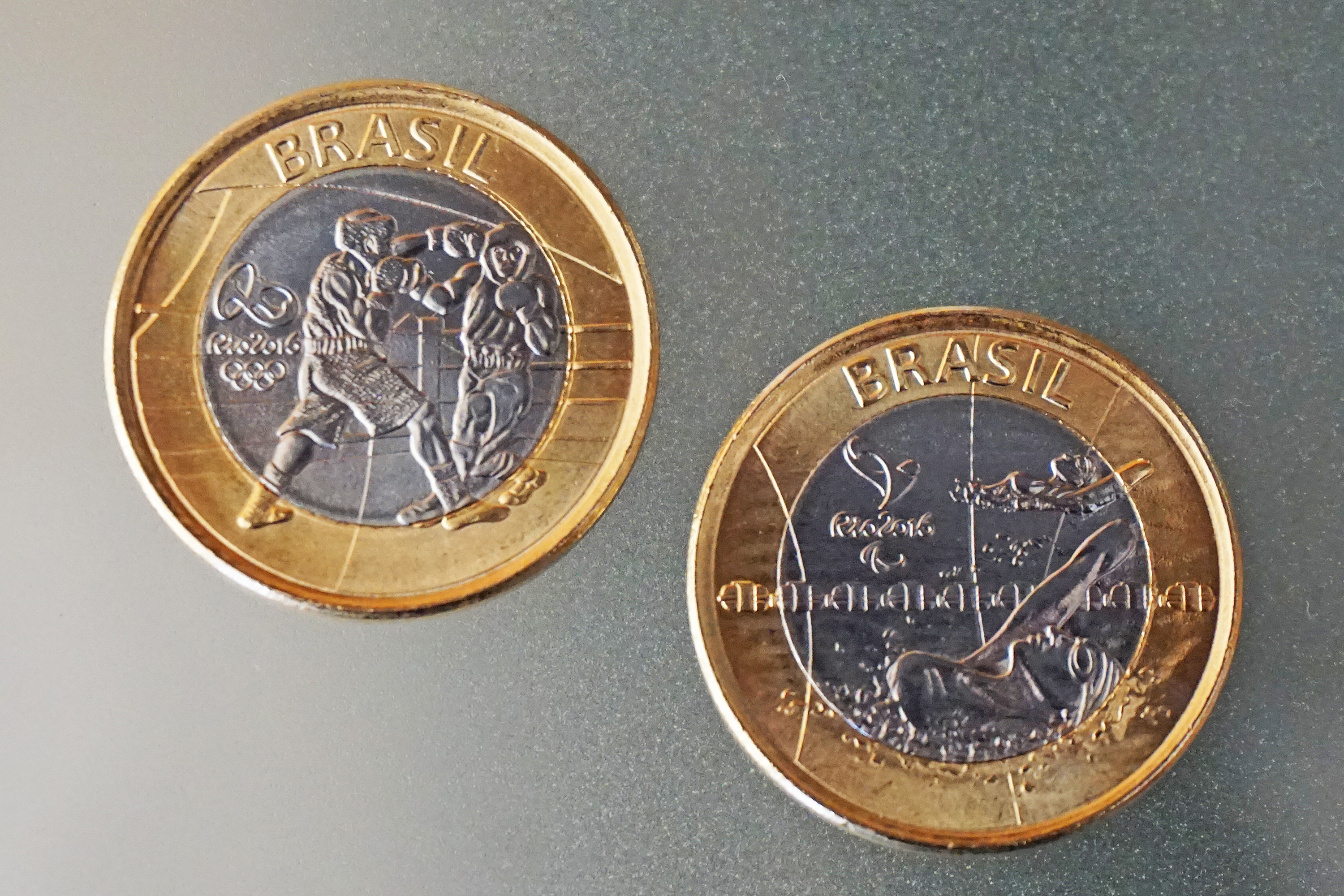
Monedas commemorativas de los Juegos Olímpicos y Paralímpicos de Río 2016. A la izquierda, moneda de 1 real conmemorativa al boxeo olímpico; a la derecha, moneda conmemorativa a la natación adaptada.

El Plan Real logró la estabilización económica del Brasil y catapultó a Fernando Henrique Cardoso a la presidencia en 1994, siendo reelegido en 1998 para un segundo mandato consecutivo. Aquel año, el real sufrió un fuerte ataque especulativo que provocó su devaluación en enero de 1999, pasando de 1.21 reales por dólar a superar los 2 reales por dólar en febrero de ese mismo año, lo que supuso una pérdida de valor en torno al 60 % en un solo mes. Posteriormente la moneda comenzó su recuperación, estabilizándose en una depreciación cercana al 40 % para mayo de 1999.

## Billetes

### Nueva serie
El 3 de febrero de 2010, el Banco Central de Brasil anunció una nueva serie de billetes de reales que comenzarían a imprimirse en abril de 2010. El nuevo diseño agregó mejoras de seguridad en un intento de reducir la falsificación. Los billetes tienen diferentes tamaños de acuerdo a sus valores para ayudar a la gente con discapacidad visual. Los cambios se hicieron reflejando el crecimiento de la economía de Brasil y la necesidad de una moneda más fuerte y más segura. Los nuevos billetes comenzaron a entrar en circulación en diciembre de 2010, coexistiendo con los antiguos.
| Imagen  | Imagen  |
| Anverso | Reverso |
| ------- | ------- |
|         |         |

| Valor   | Dimensiones    | Color principal | Descripción                            | Descripción    | Fecha de lanzamiento | Marca de agua                  |
| Valor   | Dimensiones    | Color principal | Anverso                                | Reverso        | Fecha de lanzamiento | Marca de agua                  |
| ------- | -------------- | --------------- | -------------------------------------- | -------------- | -------------------- | ------------------------------ |
| 2 reais | 121 mm × 65 mm | Azul oscuro     | Patrón de onda; efigie de la República | Tortuga marina | 29 de julio de 2013  | Tortuga marina y electrotipo 2 |

| Imagen  | Imagen  |
| Anverso | Reverso |
| ------- | ------- |
|         |         |

| Valor   | Dimensiones    | Color principal | Descripción                     | Descripción | Fecha de lanzamiento | Marca de agua              |
| Valor   | Dimensiones    | Color principal | Anverso                         | Reverso     | Fecha de lanzamiento | Marca de agua              |
| ------- | -------------- | --------------- | ------------------------------- | ----------- | -------------------- | -------------------------- |
| 5 reais | 128 mm x 65 mm | Morado          | Plantas; efigie de la República | Gran garza  | 29 de julio de 2013  | Gran Garza y electrotipo 5 |

| Imagen  | Imagen  |
| Anverso | Reverso |
| ------- | ------- |
|         |         |

| Valor    | Dimensiones    | Color principal | Descripción                     | Descripción | Fecha de lanzamiento | Marca de agua              |
| Valor    | Dimensiones    | Color principal | Anverso                         | Reverso     | Fecha de lanzamiento | Marca de agua              |
| -------- | -------------- | --------------- | ------------------------------- | ----------- | -------------------- | -------------------------- |
| 10 reais | 135 mm × 65 mm | Rojo            | Plantas; efigie de la República | Guacamayo   | 23 de julio de 2012  | Guacamaya y electrotipo 10 |

| Imagen  | Imagen  |
| Anverso | Reverso |
| ------- | ------- |
|         |         |

| Valor    | Dimensiones    | Color principal | Descripción                     | Descripción                               | Fecha de lanzamiento | Marca de agua                     |
| Valor    | Dimensiones    | Color principal | Anverso                         | Reverso                                   | Fecha de lanzamiento | Marca de agua                     |
| -------- | -------------- | --------------- | ------------------------------- | ----------------------------------------- | -------------------- | --------------------------------- |
| 20 reais | 142 mm × 65 mm | Amarillo        | Plantas; efigie de la República | León tití dorado (Leontopithecus rosalia) | 23 de julio de 2012  | León tití dorado y electrotipo 20 |

| Imagen  | Imagen  |
| Anverso | Reverso |
| ------- | ------- |
|         |         |

| Valor    | Dimensiones    | Color principal | Descripción                                 | Descripción                    | Fecha de lanzamiento    | Marca de agua           |
| Valor    | Dimensiones    | Color principal | Anverso                                     | Reverso                        | Fecha de lanzamiento    | Marca de agua           |
| -------- | -------------- | --------------- | ------------------------------------------- | ------------------------------ | ----------------------- | ----------------------- |
| 50 reais | 149 mm × 70 mm | Café            | Plantas de la selva; efigie de la República | Jaguar pintado (Panthera onca) | 13 de diciembre de 2010 | Jaguar y electrotipo 50 |

| Imagen  | Imagen  |
| Anverso | Reverso |
| ------- | ------- |
|         |         |

| Valor     | Dimensiones    | Color principal | Descripción                     | Descripción                          | Fecha de lanzamiento    | Marca de agua          |
| Valor     | Dimensiones    | Color principal | Anverso                         | Reverso                              | Fecha de lanzamiento    | Marca de agua          |
| --------- | -------------- | --------------- | ------------------------------- | ------------------------------------ | ----------------------- | ---------------------- |
| 100 reais | 156 mm × 70 mm | Azul claro      | Plantas; Efigie de la República | Mero (Epinephelus marginatus); coral | 13 de diciembre de 2010 | Mero y electrotipo 100 |

| Valor     | Dimensiones    | Color principal | Descripción                     | Descripción  | Fecha de lanzamiento    | Marca de agua                  |
| Valor     | Dimensiones    | Color principal | Anverso                         | Reverso      | Fecha de lanzamiento    | Marca de agua                  |
| --------- | -------------- | --------------- | ------------------------------- | ------------ | ----------------------- | ------------------------------ |
| 200 reais | 142 mm × 65 mm | Gris y sepia    | Plantas; Efigie de la República | aguará guazú | 2 de septiembre de 2020 | aguará guazú y electrotipo 200 |

## Monedas

### Primera serie (1994-1997)
En 1994, se introdujo la primera serie de monedas, con denominaciones de 1, 5, 10 y 50 centavos y 1 real; la pieza de 25 centavos salió al poco tiempo. Todas fueron hechas en acero inoxidable. Las monedas originales de 1 real de 1994-1997 perdieron validez legal a partir del 31 de diciembre de 1997 debido al alto índice de falsificaciones; todas las otras monedas permanecen en curso legal.
| Primera serie | Primera serie | Primera serie                                                                                         |
| Imagen        | Valor         | Diseño                                                                                                |
| ------------- | ------------- | --- |
|               | 1 centavo     | Anverso: cabeza de la libertad laureada. Reverso: gran denominación flanqueada por patrones lineales. |
|               | 5 centavos    | Anverso: cabeza de la libertad laureada. Reverso: gran denominación flanqueada por patrones lineales. |
|               | 10 centavos   | Anverso: cabeza de la libertad laureada. Reverso: gran denominación flanqueada por patrones lineales. |
|               | 25 centavos   | Anverso: cabeza de la libertad laureada. Reverso: gran denominación cruzada por líneas onduladas.     |
|               | 50 centavos   | Anverso: cabeza de la libertad laureada. Reverso: gran denominación flanqueada por patrones lineales. |
|               | 1 real        | Anverso: cabeza de la libertad laureada. Reverso: gran denominación flanqueada por patrones lineales. |

### Segunda serie (1998-presente)
En 1998, se introdujo una segunda serie de monedas. Presentaba monedas de acero chapado en cobre de 1 y 5 centavos, monedas de acero chapado en bronce de 10 y 25 centavos, una moneda de cuproníquel de 50 centavos y una moneda bimetálica con anillo de níquel-latón y centro de cuproníquel de 1 real. Sin embargo, a partir de 2002, se utilizó acero inoxidable para la moneda de 50 centavos y a la moneda de 1 real se le cambió la composición siendo el anillo de acero chapado en bronce y el centro en acero inoxidable.
En noviembre de 2005, el Banco Central retiró las monedas de 1 centavo, pero las existentes continúan siendo moneda de curso legal. Ahora los minoristas generalmente redondean sus precios a los próximos 5 o 10 centavos.
| Segunda serie | Segunda serie | Segunda serie |
| Imagen        | Valor         | Diseño |
| ------------- | ------------- | --- |
|               | 1 centavo     | Anverso: la Cruz del Sur en el lado superior derecho. Reverso: representa Pedro Álvares Cabral, capitán de mar portugués y descubridor de Brasil, con un barco portugués del siglo XVI en el fondo. |
|               | 5 centavos    | Anverso: la Cruz del Sur en el lado superior derecho. Reverso: representa a Joaquim José da Silva Xavier (también conocido como Tiradentes), mártir de un movimiento temprano de la independencia conocido como Conspiración Minera. En el fondo, un triángulo, símbolo del movimiento, y una paloma, símbolo de la paz y de la libertad.                                                 |
|               | 10 centavos   | Anverso: la Cruz del Sur en el lado superior derecho. Reverso: representa a Pedro I de Brasil, el primer monarca de Brasil. Al fondo, el Emperador a caballo: una escena que alude a la proclamación de la independencia. |
|               | 25 centavos   | Anverso: la Cruz del Sur en el lado superior derecho. Reverso: representa al mariscal de campo Deodoro da Fonseca, primer presidente republicano de Brasil. El Escudo de armas de la República Federativa de Brasil está en el fondo. |
|               | 50 centavos   | Anverso: la Cruz del Sur en el lado superior derecho. Reverso: representa al José Maria da Silva Paranhos Junior, Barón de Río Branco, el más distinguido Ministro de Relaciones Exteriores del país. En el fondo, imagen del país con ondulaciones hacia afuera, representando el desarrollo de la política exterior de Brasil y la expansión y demarcación de las fronteras nacionales. |
|               | 1 real        | Anverso: la Cruz del Sur en el lado superior derecho. Reverso: el anillo exterior muestra una muestra del patrón de arte Marajó. En el anillo interior, la Efigie da República, símbolo de la República. |

### Reconversión de monedas de otros países latinos
La moneda de Brasil en la historia al igual que en otros países le han sido eliminado ceros a causa de la reconversión de su moneda así como también ha sufrido cambios de nombres en su unidad monetaria.
- Argentina:[5]
  - 1970, dos ceros .
  - 1983, cuatro ceros.
  - 1985, tres ceros.
  - 1992, cuatro ceros.
- Bolivia:[5]
  - 1963, tres ceros.
  - 1987, seis ceros.
- Brasil:[5]
  - 1942, tres ceros. (Cruzeiro antiguo)
  - 1967, tres ceros. (Cruzeiro novo)
  - 1986, tres ceros. (Cruzado)
  - 1989, tres ceros. (Cruzado novo )
  - 1990, tres ceros.
  - 1993, tres ceros. (Cruzeiro real)
  - 1994, (Real Brasileño)

- Chile:[5]
  - 1960, tres ceros.
  - 1975, tres ceros.
- Perú:[5]
  - 1985, tres ceros. Inti (moneda)
  - 1991, seis ceros. Sol (moneda del Perú)
- Uruguay:[5]
  - 1973, tres ceros.
  - 1993, tres ceros.
- Venezuela:[5]
  - 2008, tres ceros. (Bolívar Fuerte)
  - 2018, cinco ceros. (Bolívar Soberano)
  - 2021, seis ceros. (Bolívar Digital)[6]